# Михалів (Томашівський повіт)
Михалів (пол. Michalów; укр. Михайлів) — село в Польщі, у гміні Рахані Томашівського повіту Люблінського воєводства. Населення — 325 осіб (2011). Розташоване на Закерзонні (в історичному Надсянні).

## Історія
За даними етнографічної експедиції 1869—1870 років під керівництвом Павла Чубинського, у селі переважно проживали римо-католики, але населення здебільшого розмовляло українською мовою.
6-15 липня 1947 року під час операції «Вісла» польська армія виселила зі села на приєднані до Польщі північно-західні терени 34 українців. У селі залишилося 286 поляків.
У 1975—1998 роках село належало до Замойського воєводства.

## Демографія
Демографічна структура станом на 31 березня 2011 року:
|          | Загалом | Допрацездатний вік | Працездатний вік | Постпрацездатний вік |
| -------- | ------- | ------------------ | ---------------- | -------------------- |
| Чоловіки | 156     | 26                 | 96               | 34                   |
| Жінки    | 169     | 25                 | 86               | 58                   |
| Разом    | 325     | 51                 | 182              | 92                   |